# Васильева, Евлалия Ивановна
Евлалия Ивановна Васильева (10 августа 1923, дер. Ларготы, Чебоксарский уезд, Чувашская автономная область, РСФСР — 6 февраля 2017, Чебоксары, Чувашия, Российская Федерация) — советский передовик сельскохозяйственного производства, агроном колхоза «Победа» Яльчикского района (1950—1963), Герой Социалистического Труда (1960).

## Биография
Родилась в многодетной семье священника.
В 1945 г. окончила Чувашский сельскохозяйственный институт.
Получила направление в аппарат уполномоченного Госплана СССР по Чувашии, где около четырех лет проработала агрономом-контролером. После обращения ЦК КПСС с призывам к специалистам сельского хозяйства идти на производство, перешла работать агрономом в спецсельхоз по многолетним травам «Путь Ленина» Чебоксарского района.
В 1950−1963 гг. — главный агроном в колхозе имени Ворошилова (с 1959 г. — «Победа») Яльчикского района. Под ее руководством в колхозе были разработаны и внедрены наиболее целесообразные в местных условиях севообороты, успешно применялись удобрения в зависимости от плодородия почвы и особенностей высеваемой культуры. За счет использования рационального семеноводства в хозяйстве из года в год повышалась урожайность сельскохозяйственных культур.
В 1963—1978 гг. — первый заместитель министра производства и заготовок сельскохозяйственной продукции Чувашской АССР по вопросам земледелия и семеноводства.
В 1981—1988 гг. — старший инженер группы по внедрению передового опыта в сельхозпроизводстве и сельскохозяйственных выставок, инженер группы внедрения и пропаганды достижений науки и передового опыта подотдела внедрения и пропаганды достижений науки и передового опыта и социального соревнования агропромышленного комитета Чувашской АССР.
Была дважды замужем. В первом браке сын Владимир. Во втором браке, с 1964 по 1982 год — за председателем колхоза «Победа», Героем Социалистического Труда В. В. Зайцевым (1912—1982), общих детей не было.
Депутат Верховного совета СССР 6-го созыва.
Умерла 6 февраля 2017 года, похоронена на кладбище № 2 в городе Чебоксары.

## Награды и звания
Указом Президиума Верховного Совета СССР от 7 марта 1960 года за высокие производственные показатели, за большой вклад в совершенствование технологии земледелия и повышения продуктивности полей Евлалии Ивановне присвоено звание Героя Социалистического Труда с вручением ордена Ленина и золотой медали «Серп и Молот».
- Орден Ленина (1960)[2]
- Орден Трудового Красного Знамени (1973)[2]
- «Заслуженный агроном Чувашской АССР» (1956)
- «Заслуженный агроном РСФСР» (1958)